# Джексон, Саймон
Саймон Александр Джексон (фр. Simeon Jackson; родился 28 марта 1987 года в Кингстоне, Ямайка) — канадский футболист ямайского происхождения, нападающий клуба «Челмсфорд Сити». Выступал за Сборную Канады

## Клубная карьера

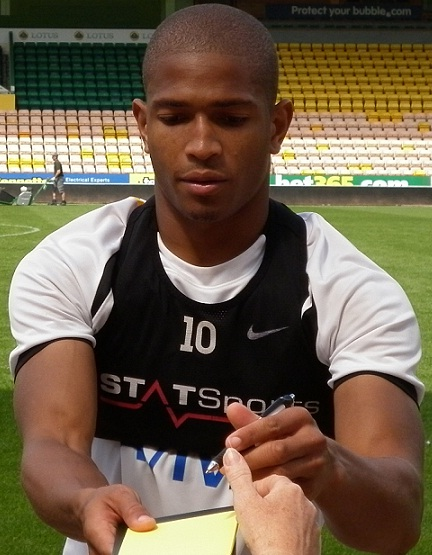
Джексон на тренировке «Норвича» раздаёт автографы

Джексон родился на Ямайке. В возрасте трех лет он переехал с родителями в Канаду, в Торонто. где начал выступать за местный клуб «Суноко». Его заметили скауты английского «Джиллингема» и пригласили на просмотр. Саймон провёл несколько матчей за молодёжный состав, после чего его забраковали. В возрасте 15 лет он вместе с бабушкой переехал в Англию. Он начал выступать за молодёжную команду «Дюльвич Хамлет», для того чтобы обеспечить себя и бабушку Джексон в свободное время подрабатывал в McDonald’s.
В 2004 году Саймон заключил контракт с командой «Рашден энд Даймондс». В сезоне 2006/07 он стал лучшим бомбардиром команды, забив 20 голов. В следующем сезоне он сохранил за собой звание лучшего снайпера клуба, на этот раз поразив ворота сопреников 16 раз. В 2005 году Джексон ездил на просмотр в «Манчестер Юнайтед» и «Манчестер Сити». В декабре того же года он был отдан в аренду в клуб «Раундс Таун». За Даймондс он забил 43 гола в 100 матчах во всех турнирах.
В январе 2008 года Джексон подписал контракт на три с половиной года с ранее забраковавшим его клубом — «Джиллингем». Сумма трансфера составила 150 000 £. 2 февраля в матче против «Челтнем Таун» Саймон дебютировал за новую команду. 4 января 2009 года матче Кубка Англии против «Астон Виллы» Джексон забил свой первый гол за Джиллингем. В том же месяце он был удостоен звания Игрока Месяца.
15 июля 2010 года Саймон подписал двухлетнее соглашение с возможность продления на год с клубом «Норвич Сити». Джексон выбрал себе футболку с номером «10». 6 августа 2010 года в матче против «Уотфорда» он дебютировал за новый клуб. 21 августа в поединке против «Суонси Сити» Саймон забил свой первый гол за команду.
Тренер «Норвича» Пол Ламберт использовал Джексона, как дублёра нападающих Гранта Холта и Криса Мартина. 2 октября на игру против «Бристоль Сити» Саймон вышел первый раз в основном составе и сделал «дубль». 23 октября во встрече против «Мидлсбро», он забил свой четвёртый гол в сезоне. После этого ещё несколько месяцев Джексон выходил на замену. 2 апреля 2011 года в матче против «Сканторп Юнайтед» он вновь появился на замену и за двадцать минут сделал хет-трик. 2 мая Саймон забил гол «Портсмуту», который помог «Норвичу» завоевать путевку в Премьер-лигу.
21 августа 2011 года Джексон дебютировал в Премьер Лиге в матче против «Сток Сити», выйдя на замену вместо Криса Мартина. 26 ноября Саймон получил возможность выйти в стартовом составе, во встрече против «КПР». 20 декабря в поединке против «Вулверхэмптон Уондерерс», он забил свой первый гол в Премьер Лиге.
11 июля 2013 года подписал двухлетний контракт с брауншвейгским «Айнтрахтом». 10 августа в матче против бременского «Вердера» Джексон дебютировал в Бундеслиге. В январе 2014 года контракт с Саймоном был расторгнут. В феврале он подписал соглашение до конца сезона с клубом «Миллуолл». 8 февраля в матче против «Бернли» Джексон дебютировал за новую команду. 25 марта в поединке против «Бирмингем Сити» он забил свой первый гол за «Миллуолл». По окончании срока соглашения Саймон покинул клуб и перешёл в «Ковентри Сити», подписав контракт на два года. 13 сентября в поединке матче против «Йовил Таун» он забил свой первый гол за «Сити».
Летом 2015 года Джексон подписал краткосрочный контракт с «Барнсли». 12 сентября в матче против «Суиндон Таун» он дебютировал за новый клуб. В начале 2016 года Саймон подписал краткосрочное соглашение с «Блэкберн Роверс». 16 января в поединке против «Брайтон энд Хоув Альбион» он дебютировал за новый клуб. 12 марта в поединке против «Лидс Юнайтед» Джексон забил свой первый гол за «Блэкберн Роверс». Летом того же года Саймон перешёл в «Уолсолл». 6 августа в матче против «Уимблдона» он дебютировал за новую команду. В этом же поединке Джексон сделал «дубль», забив свои первые голы за «Уолсолл».

## Международная карьера

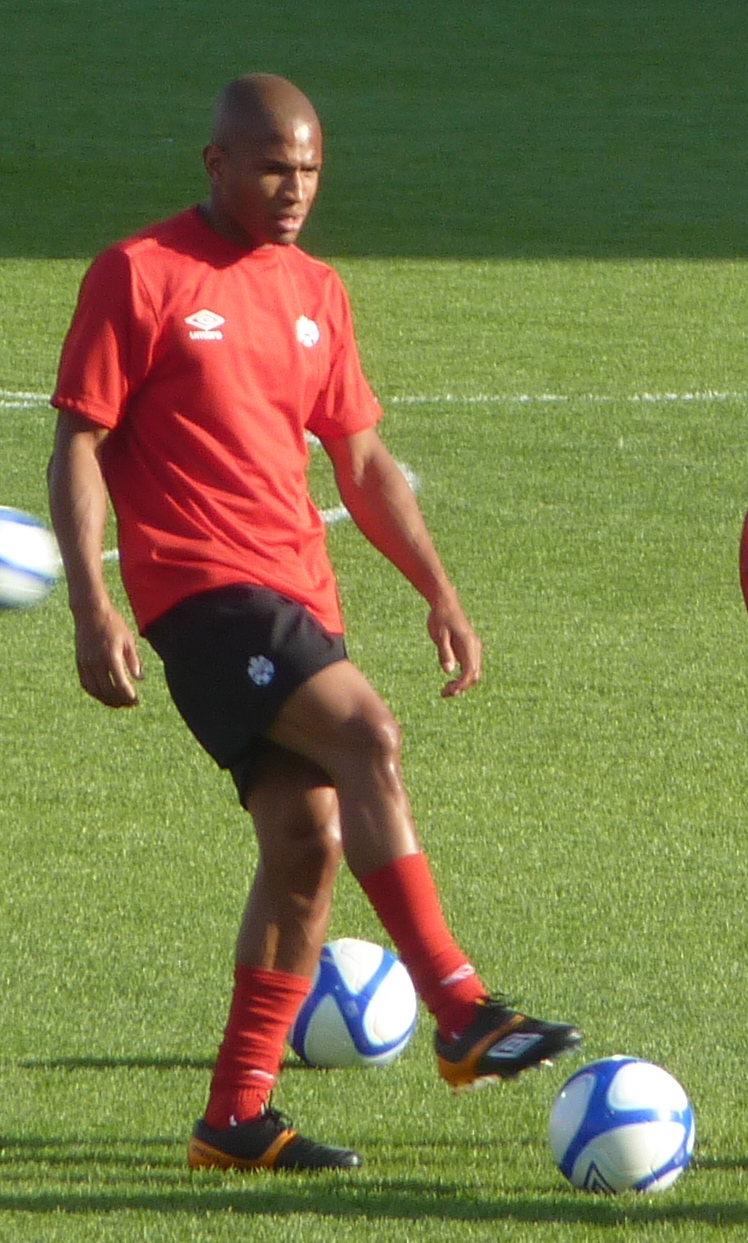
Джексон на тренировке сборной Канады

Джексон получил право выступать за сборную Канады, так как проживал в стране в детстве. В мае 2006 года он дебютировал в молодёжной сборной Канады, в товарищеском матче против Молодёжной сборной Бразилии. В 2007 году Джексон в составе команды поехал на Молодёжный Чемпионат Мира, где сыграл в 3 матчах.
14 ноября 2008 года Саймон сыграл свой первый матч за основную сборную Канады, в поединке против сборной Ямайки. 30 мая 2009 года в матче против сборной Кипра, он забил свой дебютный гол за национальную команду. В 2009 году Джексон принял участие в Золотом Кубке КОНКАКАФ. На турнире он принял участие в матчах против сборных Сальвадора, Ямайки, Коста-Рики и Гондураса.
18 декабря 2009 года Саймон был назван Футболистом Года в Канаде. Летом 2011 года Джексон второй раз принял участие в розыгрыше Золотого Кубка КОНКАКАФ. На турнире он принял участие в матчах против сборных США, Панамы и Гваделупы.
7 октября того же года в матче отборочного раунда Чемпионата Мира 2014 года против сборной Сент-Люсии Саймон сделал хет-трик.
В 2013 году Джексон в третий раз поехал на Золотой кубок КОНКАКАФ. На турнире он сыграл в матче против сборных Мартиники.
В 2015 году Саймон попал в заявку сборной на участие в Золотом кубка КОНКАКАФ. На турнире он был запасным и на поле не вышел.

### Голы за сборную Канады
| #   | Дата            | Место                                         | Противник   | Результат | Соревнование                     |
| --- | --------------- | --------------------------------------------- | ----------- | --------- | -------------------------------- |
| 01. | 30 мая 2009     | Стадион Антониоса Пападопулоса, Ларнака, Кипр | Кипр        | 0:1       | Товарищеский матч                |
| 02. | 6 июня 2007     | Стадион Валерия Лобановского, Киев, Украина   | Украина     | 2:2       | Товарищеский матч                |
| 03. | 6 сентября 2011 | Стадион Рамона Лубриэля, Баямон, Пуэрто-Рико  | Пуэрто-Рико | 0:3       | Чемпионат мира 2014 квалификация |
| 04. | 7 августа 2012  | Грос Айлет, Сент-Люсия                        | Сент-Люсия  | 0:7       | Чемпионат мира 2014 квалификация |
| 05. | 7 августа 2012  | Грос Айлет, Сент-Люсия                        | Сент-Люсия  | 0:7       | Чемпионат мира 2014 квалификация |
| 06. | 7 августа 2012  | Грос Айлет, Сент-Люсия                        | Сент-Люсия  | 0:7       | Чемпионат мира 2014 квалификация |

## Достижения
- Лучший футболист года в Канаде — 2009
- Лучший футболист Канады — Январь 2012